# Pebe

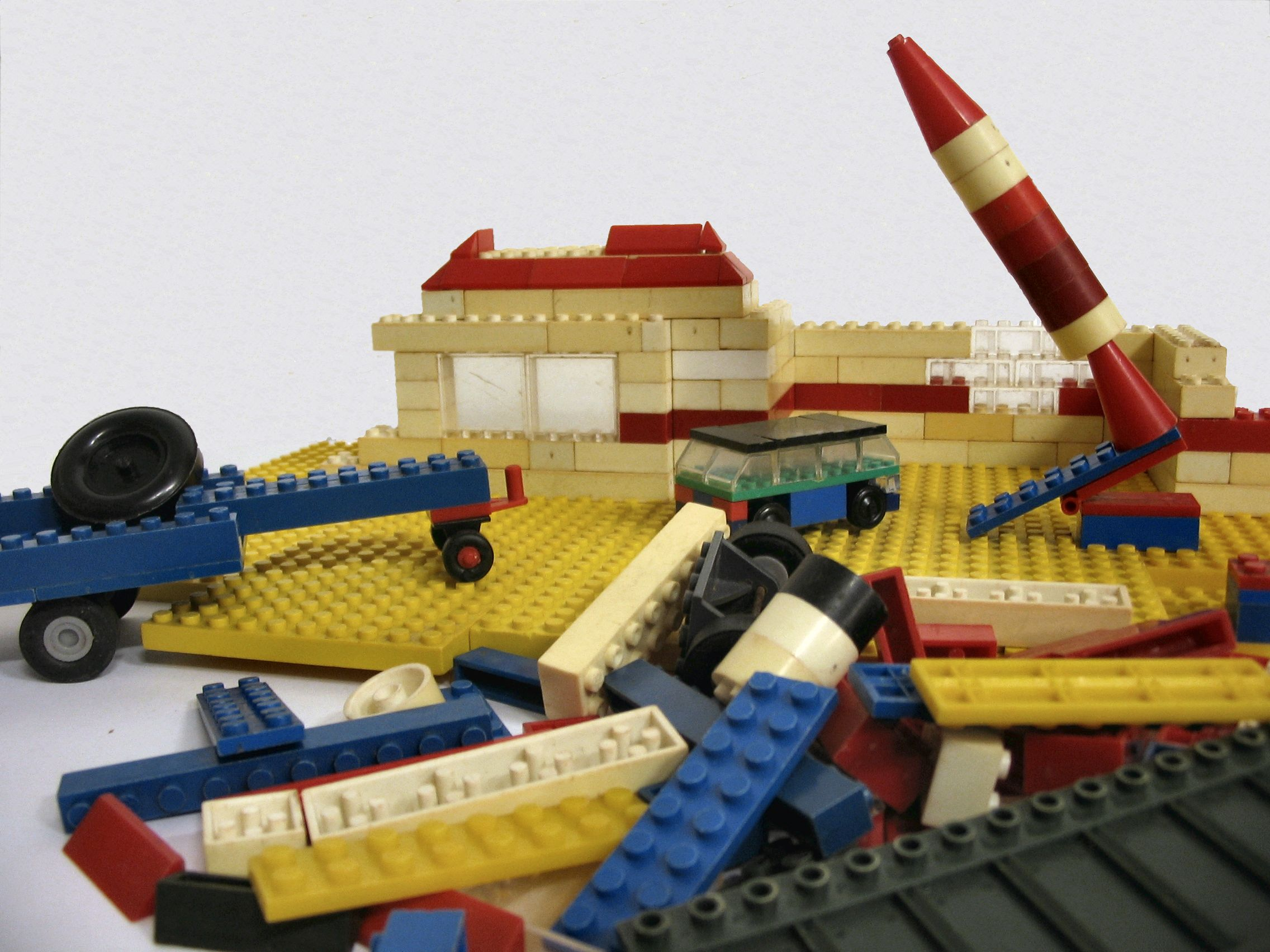
PEBE-Bausteine, in der Mitte ein Auto aus der Miniserie

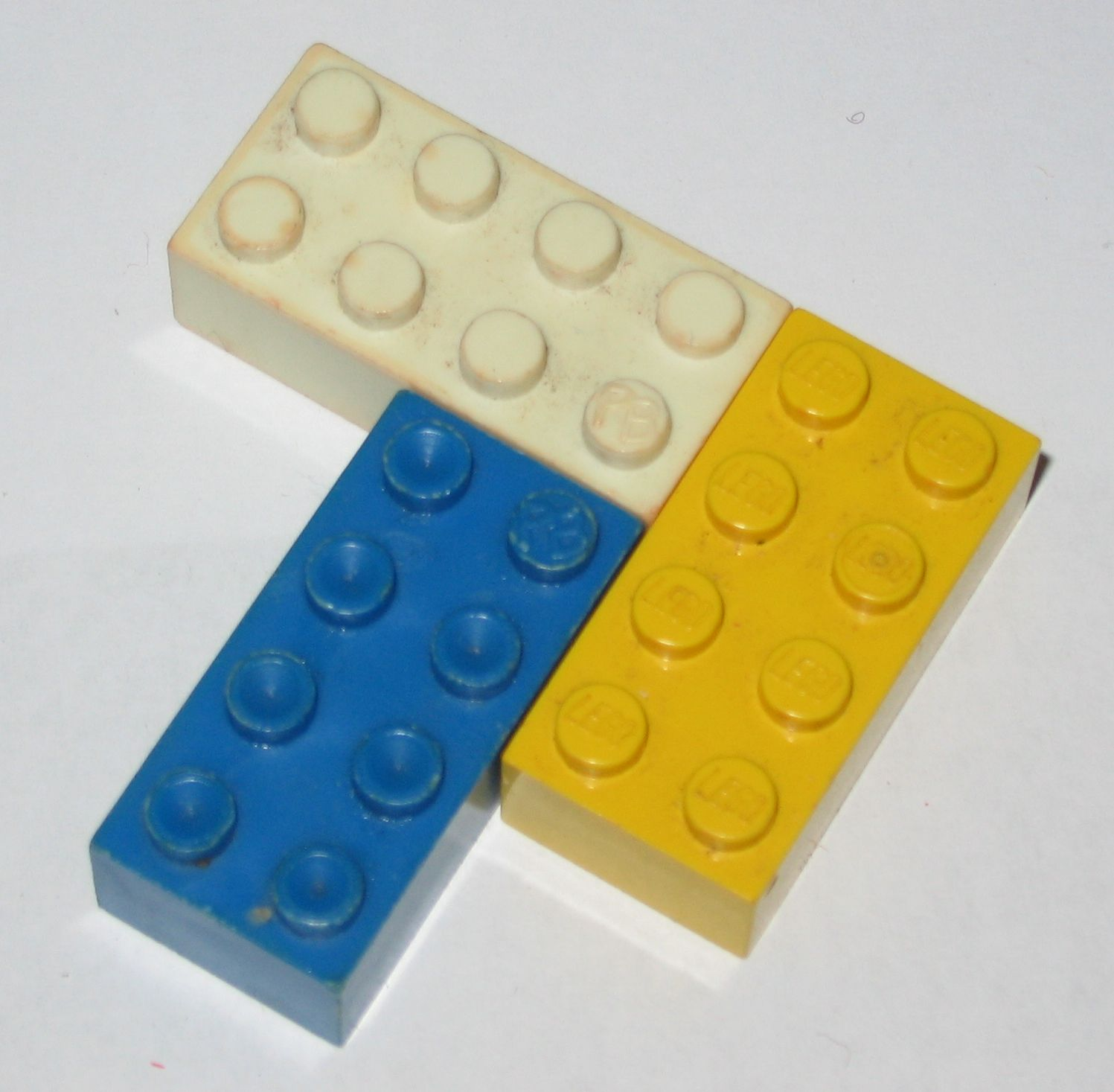
PEBE-Bausteine im Vergleich mit LEGO (gelb)

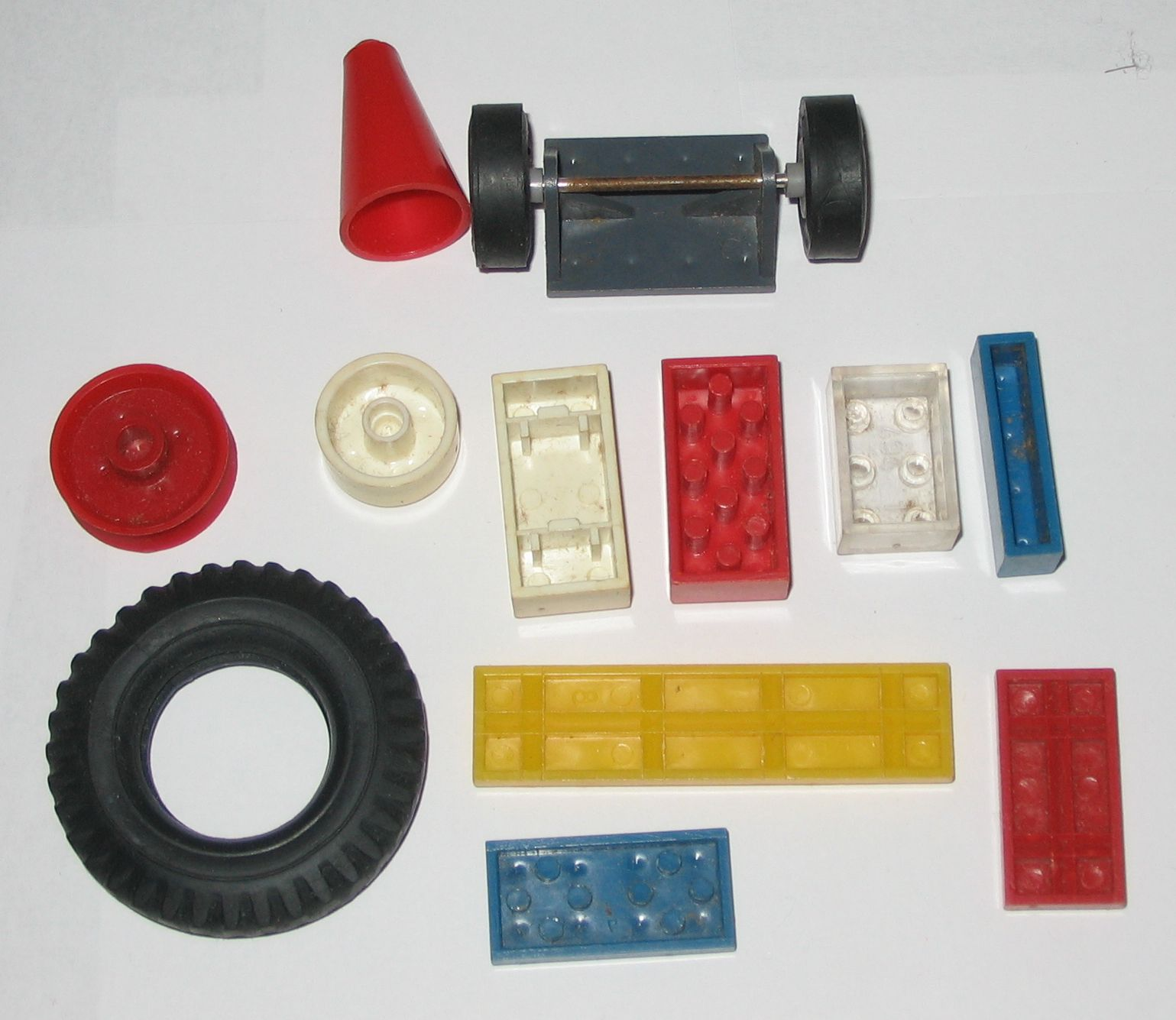
Die verschiedenen Unterseiten der PEBE-Bausteine

Pebe – offizielle Schreibweise PEBE, abgeleitet von den Initialen PB des Firmengründers Paul Bernhardt – war eine Spielzeugmarke für Kunststoff-Baukästen aus der Deutschen Demokratischen Republik.
Das Prinzip entsprach dem Lego-System, sie wurden als „Einzapf-Steinbaukasten aus Kunststoff für den kleinen Baumeister“ beworben. Die Klemmbausteine sahen diesem in weiten Teilen zum Verwechseln ähnlich. Die Größe wurde von LEGO übernommen und hieß 8-mm-System. In weiten Teilen war PEBE mit LEGO kombinierbar, jedoch gibt es teilweise Probleme beim Aufeinanderstecken und beim gegenseitigen Halt, selbst bei der Kombination von PEBE-Stecksteinen. Hinzu kam, dass die Steine auf Grund des verwendeten Polystyrols alterungsanfällig waren, mit der Zeit zunehmend spröde wurden und auch haptisch nicht mit denen von Lego konkurrieren konnten.
Außerdem waren die Steine etwas flacher als LEGO. Obwohl der Formenreichtum lediglich dem Basissystem vom Lego entsprach, gab es auch Steine mit anderen Formen als bei Lego. Auch war die Unterseite der Steine, die eine feste Steckverbindung garantierte, gänzlich anders gestaltet (Stege und Zapfen statt Röhren) und variierte auch zwischen einzelnen PEBE-Serien stark.
Die starke Ähnlichkeit zum Lego-System wurde gezielt forciert. Jedoch wurden auch viele eigene Steine entwickelt. In der DDR gab es ein zweites, im Prinzip ähnliches, aber weder mit PEBE noch mit Lego kompatibles System – die Formo-Steine. Beide Firmen nutzten zur Herstellung der Steine Polystyrol, was die Steine sehr brüchig machte. Die Idee der Steckbausteine geht auf die im 19. Jahrhundert entwickelten Ankerbausteine zurück. Mit der Entwicklung der Plaste entwickelten mehrere Anbieter (mehr oder weniger unabhängig voneinander) daraus das System der festen Steckverbindungen.
Durch einen Rechtsstreit mit LEGO kam es Mitte der 1980er Jahre zu einem Wechsel der Noppen und Unterseiten, so dass diese nicht mehr mit LEGO kompatibel waren. Dieses neue 8-mm-Modul wurde als PEBE 2000 bezeichnet.
Die Baupläne der Baukästen orientierten sich anfänglich an den Ankerbausteinen. Vor allem Baupläne für unbelebte Wohnhäuser, Betriebe, Tankstellen, Flughäfen, Straßen wurden den Grundbaukästen mitgegeben. Sehr erfolgreich waren darüber hinaus die Autoreihen und die Militärfahrzeuge, die im Maßstab 1:75 bzw. 1:50 nachgebaut werden konnten, wobei die Baukästen der 1:75-Serie – die Mini-Kästen – wesentlich kleiner waren und nicht mit dem Standard-PEBE kompatibel. Dieses 5-mm-Modul wurde von dem von LEGO hergestellten MODULEX abgeleitet und besaß als Grundform einen Würfel mit 5 mm Kantenlänge.
Die Herstellung erfolgte seit den späten 1950er Jahren bis 1984 durch den VEB Plastica Bad Kösen und von 1985 bis 1990 durch VEB Chemische Fabrik Bad Kösen. Nach der Wiedervereinigung wurde die Produktion noch bis Mitte der 1990er Jahre als Pebe GmbH & Co. KG fortgeführt und danach eingestellt.

## Farbgebung
Die Anzahl der Farben eines Kastens lag selten über vier; erst über die Kombination mehrerer Kästen konnte eine größere farbliche Vielfalt entstehen, die – bedingt durch die starke Varianz in der Farbmischung – schließlich deutlich höher war. Zum einen entstanden Abweichungen bereits durch die Verwendung verschiedener Rohstoffe im Produktionsprozess, zum anderen alterten diese Bausteine aufgrund des jeweils verwendeten Materials unterschiedlich schnell, so dass viele verschiedene Farbnuancen entstanden.
Die im Sprachgebrauch von Pebe verwendeten Farben waren: Rot, Gelb, Grün, Panzergrün, Hellblau, Blau, Weiß, Grau, Dunkelgrau, Anthrazit, Klar- und Brauntransparent.

## Baureihen

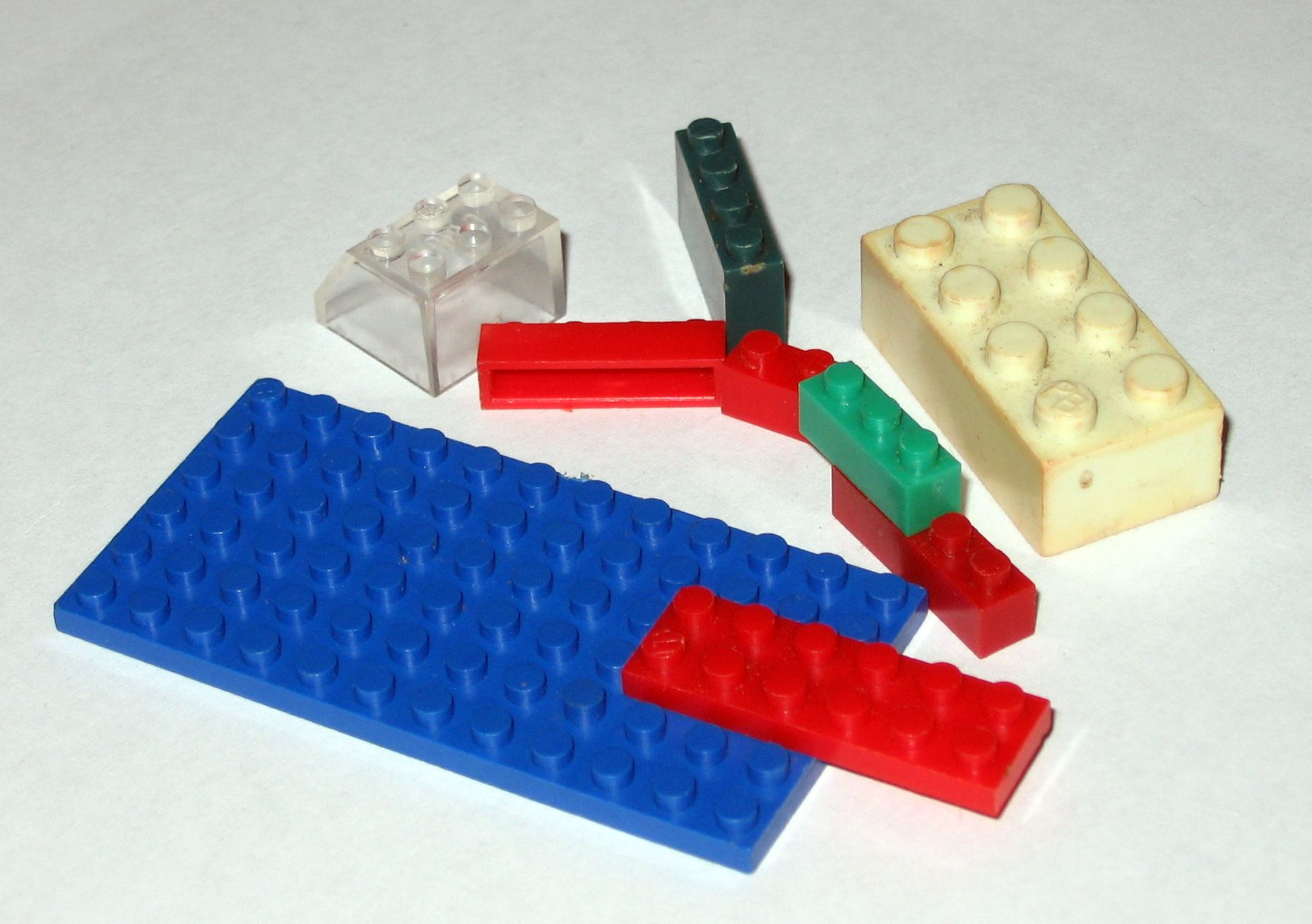
Bausteine der Mini-Serie im Vergleich mit einem „normalen“ Achter-Stein. Sie sind nicht miteinander kombinierbar.

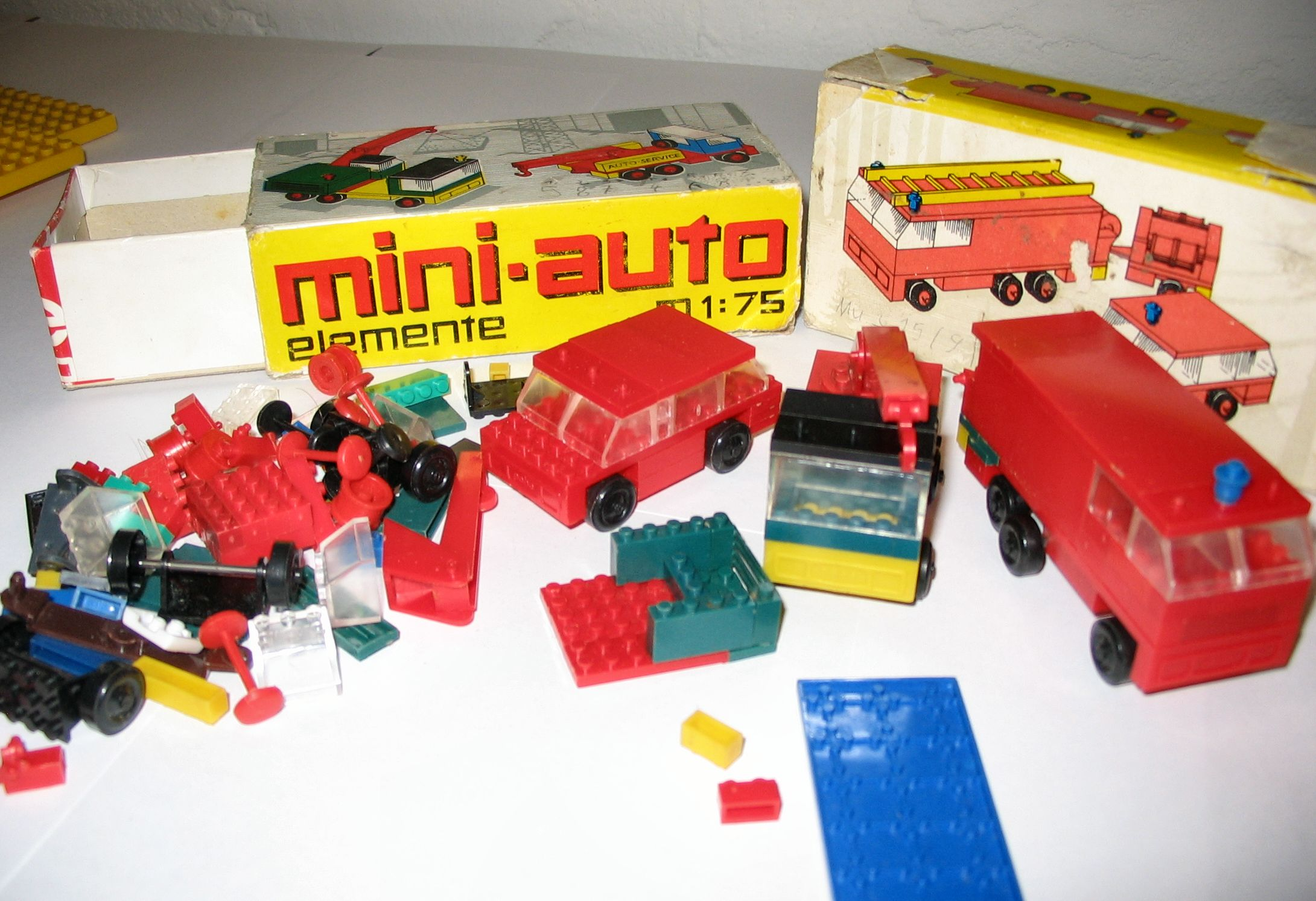
PEBE-Mini-Bausteine (Löschfahrzeuge A und Kranfahrzeuge der 2. Serie)

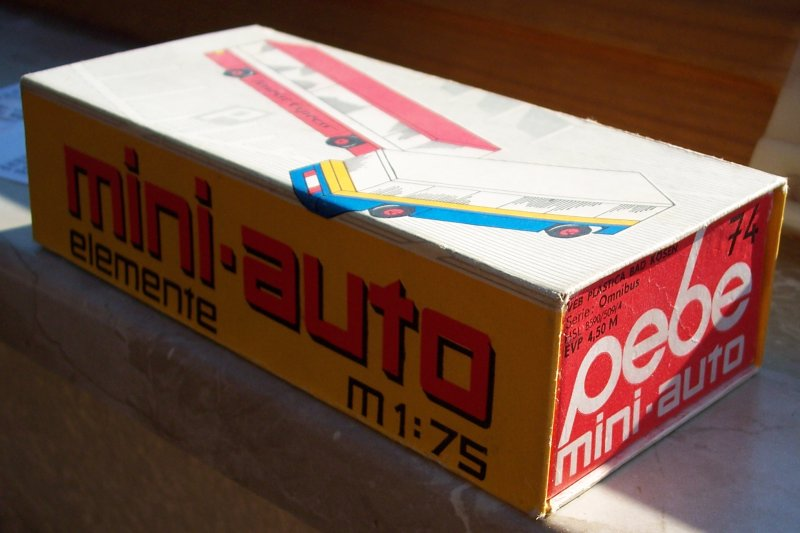
Eine Verpackung der zweiten Mini-Auto-Serie

### 8 mm Modul
- Grundbaukästen:
  - Spielbaukasten Größe 3
  - Spielbaukasten Größe 3A
  - Spielbaukasten Größe 4
  - Spielbaukasten Größe 4A
  - Spielbaukasten Größe 5
  - Einzapfbaukasten Größe 5

- Armeefahrzeuge
  - Kanone und Feldküche
  - Geländewagen mit Raketenwerfer
  - Mannschaftswagen
  - Schützenpanzerwagen
  - Panzer

- Auto-Serie 75 (Maßstab 1:75):
  - 001 PKW
  - 002 LKW
  - 003 Postfahrzeuge
  - 004 Polizeifahrzeuge
  - 005 Transportfahrzeuge
  - 006 Fernlasttransporter
  - 007 Traktor mit 2 Hängern
  - 008 Schwerlasttransporter

- Montage-Serie:
  - 101 Tankstelle
  - 102 Flughafen
  - 103 Elektro-Mechanik-Baukasten
  - 104 Mechanik-Baukasten
  - 105 Bungalow mit Garage
  - 106 Walmdach mit Gaube
  - 107 Reihenhaus
  - 108 Spielfiguren
  - 109 Universalrakete
  - (o. Nr.) Mechanik Baukasten
  - (o. Nr.) Elektro Mechanik

- Auto-Serie 25 (Maßstab 1:25):
  - 111 Lastauto

- Tischspiele (Raster 8 mm)
  - 404 Minirolly und Minigolf
  - 405 Minikegeln und Minibowling
  - 406 Minishuffle und Minicurling

- Auto-Serie 50 – Militärfahrzeuge (Maßstab 1:50):
  - 501 Kanone und Feldküche
  - 502 Mannschaftswagen des Herstellers Uralski Awtomobilny Sawod
  - 503 Schützenpanzerwagen SPW 152
  - 504 Schützenpanzerwagen SPW 60
  - 505 Zugmaschine Tatra 813
  - 506 Raketenfahrzeug SFL

- Auto-Serie 50 (Maßstab 1:50):
  - (o. Nr.) LKW Pritschenfahrzeug
  - 511 Pritschenfahrzeug (mit Schwunglaufwerk)
  - 512 Kofferfahrzeug (mit Schwunglaufwerk)
  - 513 Fernlasttransporter
  - 514 Tankfahrzeug
  - 515 Muldenkipper
  - 516 Autodrehkran
  - 517 Omnibus (mit Schwunglaufwerk)
  - 518 Zugmaschine mit Tieflader und Uni-Bagger

- Zusatzbeutel
  - Bausteine für Fahrzeuge
  - Schwarze Bausteine
  - Grüne Bausteine

- nur für den Export
  - Haus 1: Bungalow
  - Haus 2: Bungalow
  - Haus 3: Bungalow
  - Haus 4: Bungalow
  - 81/1 PKW
  - 81/2 PKW Kombi
  - 81/3 LKW Pritsche
  - 81/4 LKW Koffer

### 5 mm Modul
- Architektur Modellbaukästen
- Miniauto (Maßstab 1:75; in drei Serien)
  - Mini-Auto-Serie (1. Serie mit Bauanleitungstext, 2. Serie mit Sprengzeichnung)
    - 69 PKW (1. und 2. Serie)
    - 70 MdI (Einsatzfahrzeuge und Postauto, 1. und 2. Serie)
    - 71 LKW (1. und 2. Serie)
    - 72
    - 73 Minicar (1. und 2. Serie)
    - 74 Omnibus (1. und 2. Serie)
    - 75 Containerfahrzeuge (nur 2. Serie)
    - 76 Viehtransport (nur 2. Serie)
    - 77 Löschfahrzeuge A (nur 2. Serie)
    - 78 Löschfahrzeuge B (nur 2. Serie)
    - 79 Kranfahrzeuge (nur 2. Serie)
    - 80 Tankfahrzeuge (nur 2. Serie)
    - 91 Zugmaschine (nur 2. Serie)
    - 92 Zementfahrzeuge (nur 2. Serie)
    - 97 Transportfahrzeuge (nur 2. Serie)
    - 98 Dienstleistungsfahrzeuge (nur 2. Serie)
    - (o. Nr.) Minicar

  - nur für den Export
    - 69/1 PKW (rot)
    - 69/2 PKW (grün oder blau)
    - 69/3 PKW (grün oder blau)
    - 70/1 Krankenwagen
    - 70/2 PKW Post-Kombi
    - 70/3 PKW Polizei

  - Mini-Auto-Serie 1984 (3. Serie in Nachauflage)
    - 211 PKW (3. Serie; Kombiauto + 2 Personenautos)
    - 212 MdI (3. Serie; Postauto + Polizeiauto + Krankenauto)
    - 213 LKW (3. Serie; Muldenkipper + Kofferauto + Pritschenauto)
    - 214 Löschfahrzeuge (3. Serie; Feuerwehrauto mit Hänger + Kommandoauto)
    - 215 Kranfahrzeuge (3. Serie; Autodrehkran + Serviceauto)

- Mini Stone
  - 520 Superbox
  - 521 Feuerwehrfahrzeuge
  - 522 Fernlasttransporter
  - 523 Viehtransporter
  - 524 Camping und Caravan
  - 525 LKW mit Tieflader
  - 526 Bus

### Programm 2000
- Baby- und Kleinkindspielzeug
  - 610 und 611

- Grundbaukästen: Bausteinbox 701–706

- Mobilbox
  - 710 Schaufelbagger
  - 711 Gabelstapler
  - 712 Feuerwehr/Kipper
  - 713 Werkbahn
  - 714 Western Railway

- Bausteinbox
  - 733: 600 Bausteine

### PEBE 2000
- aero
  - 04103 Flughafen – Superbox
  - 04110/04113 Flughafen – klein
  - 04200 Hubschrauber
  - 04210 Flugzeug

- agros
  - 08600 Bauernhof
  - 08610 Landtechnik
  - 08620/08625 Gebäude mit Tieren
  - 08630 Landwirtschaft

- basis
  - 08900 Basisbaukasten 1
  - 08910 Basisbaukasten 2
  - 08975 Basisbox

- city
  - 08500/08503 Baustelle mit Fahrzeugen
  - 08510 Gebäude mit Kran
  - 08520 Servicestation mit Fahrzeugen
  - 08703 Parkhaus

- maxi
  - 06100 Maxibausteine mit Fahrzeug
  - 06110 Maxibausteine
  - 06120/06124 Maxibausteine mit Fahrzeug
  - 06140/06144 Maxibausteine
  - 06155 Maxibausteine mit Fahrzeugen und Spielfiguren

- minimobil
  - 01010 Limousine und Caravan
  - 01020 Polizei und Einsatzwagen
  - 01030 Reisebus und Kombi
  - 01040 Traktor mit Jeep
  - 01103 Bagger
  - 01113 Straßenwalze
  - 01123 Betonmischer
  - 01133 Kipplaster
  - 01143 Frontlader
  - 01153 Müllauto
  - 01163 Tankfahrzeug
  - 01173 Cabriolet
  - 01183
  - 01193 Jeep

- mobil
  - 01502 3 Baufahrzeuge
  - 01512 Großkipper
  - 01522 Planierfahrzeug
  - 01532 Straßenwalze
  - 01560 Zugmaschine und Tieflader
  - 01570 Traktor mit Hänger
  - 01580 Krankenwagen und Transporter
  - 01590 Containerzug
  - 01800/01803 Super-Truck
  - 01810/01813 Truck mit Baufahrzeug
  - 01990/01993 Truck mit Flugzeug

- rolli
  - 01743 Feuerwehr
  - 01883 PKW und Kombi
  - 01893 Tankauto
  - 01903 Tankauto, Müllauto, Feuerwehr und PKW
  - 01953 Feuerwehr und PKW

- static

- trend
  - 01913 Hubschrauber „Air Fighter“
  - 01923 Limousine „Black Rider“
  - 01940 Pumuckl-Mosaik
  - 01943/01949 Pumuckl-Figur
  - 01960 Super-Mario-Relief
  - 01963 Super Mario
  - 08100 Rucksack „Haus mit Tieren“
  - 08110 Rucksack „Straßen und Fahrzeuge“